# Епитафи у порти Манастира Свете Тројице у Дучаловићима
Епитафи у порти Манастира Свете Тројице у Дучаловићима представљају драгоцене историјске записе и епиграфска сведочанства на надгробним плочама у порти Манастира Свете Тројице у Дучаловићима, Општина Лучани.

## Надгробници у Манастиру Свете Тројице
Осим новијих споменика на манастирском гробљу, око  Храма Свете Тројице сачуван је известан број старих надгробних плоча подигнутих духовницима овог манастира. Најстарије обележје датира из 1814. године.

## Епитафи
Споменик проти Милутину Илићу (†1814) у манастиру Свете Тројице
Зде почивает раб Божи
прота Милутин ИЛИЋ от села Гуче.
Јануара 14, љета 1814.

Споменик јеромонаху Пахомију (†1840) у манастиру Свете Тројице
Овде почивает раб Божи
јеромонах ПАХОМИЈЕ Бранковић
Престави се 1840 лета

Споменик јеромонаху Мелхиседеку (†1847) у манастиру Свете Тројице
Зде почивајет раб Божи
јеромонак МЕЛХИСЕДЕК Маринковић
пос[трижник] М[анастира] С[вете] Тројице во Овчар.
Поживи 36 го[дина]
прес[тави се] М[есеца] фе[б]р[уара] 4 1847 го[дине].

Споменик игуману МЕЛЕНТИЈУ (†?) у манастиру Свете Тројице
Игуман МЕЛЕНТИЈЕ
рођен 1813 године.

Споменик јеромонаху Јулнику (†1871) у манастиру Свете Тројице
Овде под Овом надгробном стеном
почива тјело више реченог и брата му
Јеромонаха ЈУЛНИКА
Поживи 38:год[ина]
а пређе у вјечност 11 : Марта 1871 године.
Овај напис даде исписати јеромонах
и настојатељ истог манастира Методије.